# Курчумський район
Курчу́мський район (каз. Күршім ауданы, рос. Курчумский район) — адміністративна одиниця у складі Східноказахстанської області Казахстану. Адміністративний центр — село Курчум.

## Населення
Населення — 15246 осіб (2021; 19490 у 2009, 26030 у 1999, 31632 у 1989).

## Історія
Указом Президії Верховної Ради Казахської РСР від 2 січня 1963 року до складу району було приєднано ліквідований Маркакольський район. Указом Президії Верховної Ради Казахської РСР від 31 грудня 1964 року поділ на сільські та промислові райони було ліквідовано, до відновленого Маркакольського району зі складу Курчумського району були передані сільради: Алексієвська, Бобровська, Бурановська, Горнівська. Указом Президента Республіки Казахстан від 23 травня 1997 року ліквідовано Маркакольський район, територія увійшла до складу Курчумського району. 28 грудня 2023 року було прийнято, що з 1 січня 2024 року Маркакольський район відновлено.

## Склад
До складу району входять 12 сільських округів:
| Поселення                     | Площа, км² | Населення, осіб (1989) | Населення, осіб (1999) | Населення, осіб (2009) | Населення, осіб (2021) | Центр     | Населені пункти |
| ----------------------------- | ---------- | ---------------------- | ---------------------- | ---------------------- | ---------------------- | --------- | --------------- |
| Абайський сільський округ     | -          | 3945                   | 2769                   | 1603                   | 1009                   | Бурабай   | 3               |
| Баликшинський сільський округ | -          | 972                    | 1099                   | 1224                   | 729                    | Аксуат    | 3               |
| Калгутинський сільський округ | -          | 2891                   | 1988                   | 1088                   | 766                    | Каратогай | 3               |
| Куйганський сільський округ   | -          | 3698                   | 2596                   | 1462                   | 847                    | Куйган    | 3               |
| Курчумський сільський округ   | -          | 12973                  | 12225                  | 10202                  | 9301                   | Курчум    | 3               |
| Маралдинський сільський округ | -          | 3353                   | 2612                   | 1667                   | 848                    | Маралди   | 3               |
| Сариоленський сільський округ | -          | 3800                   | 2741                   | 2244                   | 1746                   | Сариолен  | 3               |

## Найбільші населені пункти
Населені пункти з чисельністю населення понад 1000 осіб:
| № | Населений пункт | Населення, осіб (1989) | Населення, осіб (1999) | Населення, осіб (2009) | Населення, осіб (2021) |
| - | --------------- | ---------------------- | ---------------------- | ---------------------- | ---------------------- |
| 1 | Курчум          | 10478                  | 10502                  | 8490                   | 8546                   |